# Periplaneta blattoides
Periplaneta blattoides är en kackerlacksart som beskrevs av Hanitsch 1933. Periplaneta blattoides ingår i släktet Periplaneta och familjen storkackerlackor. Inga underarter finns listade i Catalogue of Life.